# Aliates II
Aliates II (en grec antic: Ἀλυάττης, llatí: Alyattes; nom de possible origen lidi, de walwi 'lleó') va ser un rei de Lídia. Formava part de la dinastia dels mèrmnades, i va regnar aproximadament del 621 aC al 564 aC (o 618 aC-561 aC). Va succeir al seu pare Sadiates.

## Família
Aliates es va casar almenys dos cops: una vegada amb una princesa cària amb la qual va tenir una filla, Arienis (casada amb el rei dels medes Astíages) i un fill, Cresos. I una altra vegada amb una dona grega amb la qual va tenir un fill anomenat Pantaleó.

## Primeres campanyes
Durant les seves primeres campanyes va atacar Milet quan encara era príncep, i van durar sis anys abans de ser rei i cinc després. Segons Heròdot va guanyar una gran batalla a un port prop de Milet, i una altra a la plana del riu Meandre. A l'últim any d'aquesta guerra, va incendiar un temple d'Atena i va emmalaltir. Va demanar consell a l'oracle de Delfos, però aquest no l'hi va voler donar fins que no reconstruís el temple. Així ho va fer, va recuperar la salut i finalment es va acordar la pau, que permetia a Milet restar independent. Això passava potser l'any 613 aC.
Si Lídia en va treure algun avantatge no és conegut, i podria ser que la guerra no hagués estat tan favorable finalment o bé que calgués assegurar aquesta frontera davant del perill dels medes. Aliates va enviar una gran ofrena a l'oracle de Delfos. En aquest mateix període va conquerir Esmirna, fet testimoniat per l'arqueologia. Un atac a Clazòmenes va fracassar, però els lidis van tenir el control dels ports d'Esmirna i Colofó i potser algun avantatge a Milet, i controlaven les valls del Meandre, el riu Caïstre i l'Hermos, i tota la Tròada.

## Aliates a l'Àsia Menor Oriental
Cap a l'est, Aliates va conquerir Gòrdion, antiga capital del Regne de Frígia, on va edificar una fortalesa. Va derrotar els cimmeris, dividits en tribus nòmades en procés de sedentarització que vivien al centre de l'Àsia Menor, i després d'aquesta derrota els nòmades van ser molt menys actius.
La guerra amb els medes dirigits per Ciàxares de Mèdia va durar cinc anys (590-585 aC). L'origen va ser pel fet que alguns escites es van refugiar a la cort del rei després d'ofendre al rei dels medes. Totes dues parts van aconseguir algunes victòries no decisives. Un dia, mentre els dos exèrcits s'enfrontaven a la vora del riu Halis, de sobte es va produir un eclipsi de sol que va espantar els combatents, i ràpidament es va acordar la pau, en la qual van intervenir Siènnesis I, rei de Cilícia i Labinetos (potser Nabònides) de Babilònia i es van establir matrimonis entre les dues parts: la filla d'Aliates, Arienis, es va casar amb Astíages, fill del rei mede Ciàxares. La frontera es va fixar al riu Halis. Tales de Milet va establir la data exacta de l'eclipsi: el 28 de maig del 585 aC. La batalla es va conèixer amb el nom de la «Batalla de l'Eclipsi».
Després va combatre els cimmeris, va ocupar Esmirna i va atacar Clazòmenes.

## Pobles sotmesos
Heròdot dona una llista dels pobles que estaven sotmesos al rei Cresos, el successor d'Aliates, la majoria dels quals ja estaven sotmesos a Lídia abans d'arribar a rei i, per tant, en temps d'Aliates: lidis, frigis, misis, mariandins, calibis, paflagonis, tinis i bitinis, caris, jònics, doris, eolis i pàmfils. De tots aquests pobles només els darrers podrien ser una conquesta de Cresos, i la resta ja eren governats per Aliates, com a conquesta pròpia o heretada. De Cària se sap que el rei Aliates va fer un enllaç matrimonial amb una princesa cària que segurament va implicar una mena de dependència.

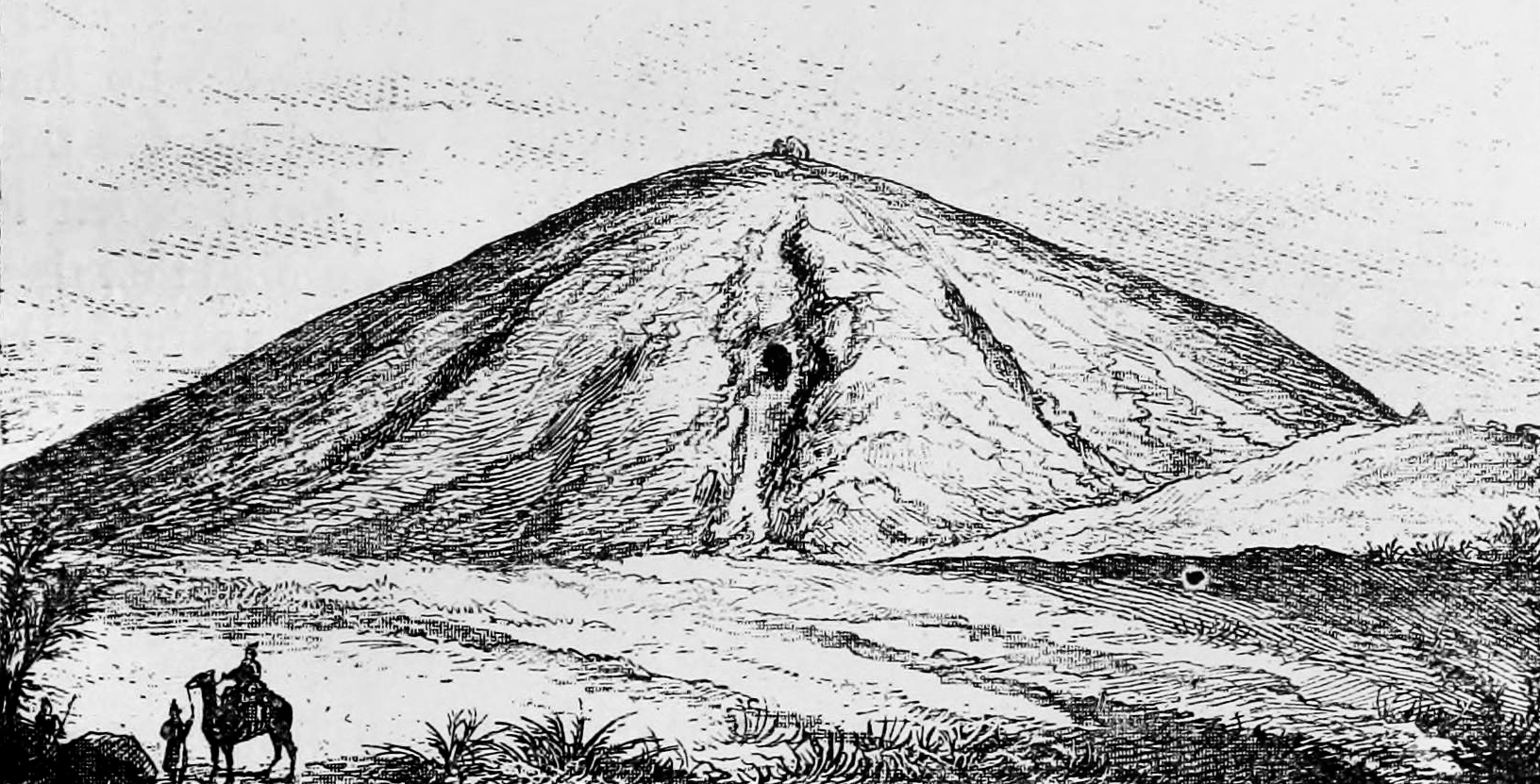
Tomba d'Aliates al segle XIX

## Successió
Va morir el 561 o 560 aC després d'un regnat de 57 anys i el va succeir el seu fill Cresos, que als darrers anys ja estava associat al seu pare en el govern. Aliates va ser enterrat a la plana de Sardes, a la vora del llac Gygae al cementiri reial de Bin Tepe; la tomba, descrita per Heròdot, té una circumferència d'1,5 km. Diu que era una de les meravelles de Lídia, i consistia en un gran turó de terra aixecat sobre un fonament de grans pedres. La van finançar comerciants i cortesans, i al cim hi havia cinc grans columnes, que Heròdot va veure, on hi havia inscrita la porció que havia pagat cadascun dels donants, i d'on es deduïa que els cortesans havien pagat la major part. Hi ha autors (com Clearc de Solos, citat per Ateneu de Nàucratis) que l'anomenen «Tomba de la cortesana», i diuen que la va finançar una amant de Giges, cosa que és un error.
La successió d'Aliates no va ser tranquil·la i Cresos i Pantaleó es van disputar la corona, però Cresos, finalment, va triomfar.